# Łęczna
Łęcznaⓘ é um município no leste da Polônia. Pertence à voivodia de Lublin, no condado de Łęczna. É a sede da comuna urbano-rural de Łęczna.
Está localizado no centro da voivodia de Lublin, no planalto de Lublin, na confluência de dois rios: o Wieprz, que marca sua fronteira oeste, e o Świnka, a fronteira norte da cidade. Faz parte da aglomeração de Lublin.
Estende-se por uma área de 19,0 km², com 18 391 habitantes, segundo o censo de 31 de dezembro de 2021, com uma densidade populacional de 967,9 hab./km².

## Localização
Łęczna está localizada na periferia da histórica Pequena Polônia, inicialmente pertencente à Terra de Sandomierz e depois à Terra de Lublin. A partir de 1474 pertenceu à voivodia de Lublin. A cidade nobre particular foi fundada na segunda metade do século XVI no condado de Lublin da voivodia de Lublin. Nos anos 1975−1998, a cidade pertenceu administrativamente à pequena voivodia de Lublin.
Łęczna é a sede das autoridades da comuna urbano-rural de Łęczna e do condado de Łęczna.

### Divisão administrativa
Łęczna consiste em oito conjuntos habitacionais:
- Cidade Velha
- Pasternik
- Śródmieście
- Samsonowicza
- Niepodległości
- Bobrowniki
- Kolonia Trębaczów

## Ambiente natural

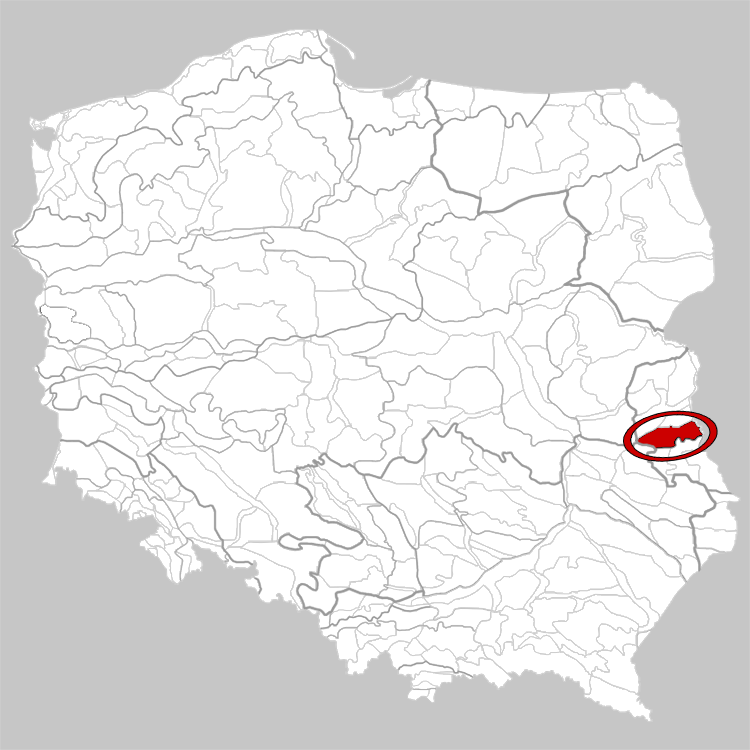
Região do lago Łęczyńsko-Włodawskie no mapa da Polônia

Łęczna fica na junção de três unidades físicas e geográficas diferentes, cujas fronteiras naturais são marcadas pelos rios Wieprz e Świnka.
As áreas no lado leste do rio Wieprz pertencem à macrorregião Polésia Lublin, ao norte do rio Świnka é a área da região do lago Łęczyńsko-Włodawskie e ao sul é o vale Dorohucka. A oeste do vale do Wieprz, encontra-se a planície de Łuszczowska, que pertence à macrorregião do planalto de Lublin.

### Geologia
A complexidade da estrutura geológica da região de Łęczna, especialmente a diversificação da superfície do solo das formações quaternárias compostas por depósitos de giz, reflete-se no relevo da superfície terrestre. A forma mais importante de substrato na bacia do rio Wieprz médio é a cordilheira de giz Lublin-Łęczna. Através desta barragem, o rio Wieprz atravessa um jovem vale de desfiladeiro entre Ciechanki Krzesimowskie no sul e Kijany no norte. As encostas são íngremes e sua altura chega ao norte de Łęczna − até vinte metros. Rochas cretáceas estão expostas nas encostas do desfiladeiro. O fundo do vale é muito estreito nesta seção, atingindo apenas 200−300 metros de largura. Os vales são cortados por numerosos desfiladeiros.
Ao sul e leste de Ciechanki Krzesimowskie, as características morfológicas do vale do Wieprz mudam. O rio serpenteia fortemente nesta seção, e o próprio vale é muito mais largo − de várias centenas de metros a cerca de 2 quilômetros. As encostas do vale são muito distintas e apresentam um declive significativo.
O segundo elemento que molda a estrutura espacial desta área é o vale do rio Świnka. Corta a uma profundidade de alguns, a vários metros. Seu fundo é caracterizado por uma pequena largura de 50 a 150 metros. As encostas do vale são íngremes, cortadas por numerosos desfiladeiros e vales secos. Existem nascentes no sopé das encostas.
Ambos os vales são visíveis no terreno da região de Łęczna. Além dos valores estéticos e paisagísticos, são áreas onde se desenvolvem numerosas comunidades vegetais valiosas em ecossistemas de prados, pântanos, turfeiras e florestas, bem como locais de retenção de água, graças aos quais moldam na maioria as condições hídricas e bioclimáticas de toda a área.
As formas de relevo dominantes na área de Łęczna são planícies de denudação planas ou ligeiramente onduladas, construídas a partir de várias formações. A oeste do desfiladeiro, eles são construídos com rochas de giz. A leste − a superfície do calcário mergulha rapidamente sob as formações quaternárias e a área entre os vales dos rios Wieprz e Świnka é composta de planícies feitas de formações semelhantes a loesse de espessura variável, dependendo do leito rochoso do Cretáceo.
A noroeste de Łęczna, a superfície cretácea é coberta por finos sedimentos de origem glacial e fluvioglacial. Planícies planas são construídas de argilas e areias de pedregulho, enquanto aterros com declives suaves e extensas superfícies planas são construídos de sedimentos siltosos, arenosos e de cascalhos.
Uma característica das planícies é a presença de numerosas depressões sem drenagem de várias origens.

### Solo
Predominam os solos da classe de bionitação I-II. Nas imediações de Łęczna, apenas a noroeste da cidade na direção de Zawieprzyce, existem solos mais fracos das classes IV e V.

### Clima
Conforme a classificação climática de Köppen-Geiger, Łęczna situa-se na zona Cfb − clima temperado oceânico. Na cidade de Łęczna, a temperatura média anual é de 9.0° C. Nesta área, a precipitação média anual é de 711 mm. Está localizada no Hemisfério Norte. Os meses de verão são: junho, julho, agosto, setembro. O mês mais seco é fevereiro, com 42 mm de precipitação. O mês mais quente do ano é julho, com temperatura média de 20,1 °C. A temperatura média mais baixa do ano ocorre em janeiro e é de aproximadamente -2,5 °C.
A diferença de precipitação entre o mês mais seco e o mais úmido é de 47 mm. A variação de temperatura durante o ano é de 22,7 °C. O mês com a maior umidade relativa é novembro (84%). O mês com a menor umidade relativa é junho (66%). O mês com o maior número de dias de chuva é julho (10 dias). O mês com o menor número é outubro (7 dias).
| Dados climatológicos para Łęczna | Dados climatológicos para Łęczna | Dados climatológicos para Łęczna | Dados climatológicos para Łęczna | Dados climatológicos para Łęczna | Dados climatológicos para Łęczna | Dados climatológicos para Łęczna | Dados climatológicos para Łęczna | Dados climatológicos para Łęczna | Dados climatológicos para Łęczna | Dados climatológicos para Łęczna | Dados climatológicos para Łęczna | Dados climatológicos para Łęczna | Dados climatológicos para Łęczna |
| Mês | Jan                              | Fev                              | Mar                              | Abr                              | Mai                              | Jun                              | Jul                              | Ago                              | Set                              | Out                              | Nov                              | Dez                              | Ano                              |
| --- | -------------------------------- | -------------------------------- | -------------------------------- | -------------------------------- | -------------------------------- | -------------------------------- | -------------------------------- | -------------------------------- | -------------------------------- | -------------------------------- | -------------------------------- | -------------------------------- | -------------------------------- |
| Temperatura máxima média (°C) | −0,3                             | 1,5                              | 6,7                              | 13,8                             | 18,9                             | 22,2                             | 24,3                             | 23,8                             | 18,5                             | 12,4                             | 6,9                              | 1,8                              | 12,5                             |
| Temperatura média (°C) | −2,5                             | −1,3                             | 2,8                              | 9,2                              | 14,5                             | 18,0                             | 20,1                             | 19,4                             | 14,5                             | 9,0                              | 4,5                              | −0,1                             | 9,0                              |
| Temperatura mínima média (°C) | −5,1                             | −4,3                             | −1,2                             | 4,1                              | 9,4                              | 13,0                             | 15,5                             | 14,8                             | 10,5                             | 5,9                              | 2,3                              | −2,2                             | 5,2                              |
| Precipitação (mm) | 45                               | 42                               | 50                               | 55                               | 74                               | 77                               | 89                               | 69                               | 67                               | 50                               | 47                               | 46                               | 711                              |
| Dias com chuva | 8                                | 8                                | 9                                | 8                                | 9                                | 9                                | 10                               | 7                                | 7                                | 7                                | 8                                | 8                                | 98                               |
| Umidade relativa (%) | 84                               | 82                               | 75                               | 67                               | 66                               | 66                               | 69                               | 68                               | 73                               | 78                               | 84                               | 84                               | 74,7                             |
| Insolação (h) | 2,5                              | 3,2                              | 5,5                              | 8,8                              | 10,1                             | 11,1                             | 11,0                             | 10,2                             | 7,1                              | 5,1                              | 3,3                              | 2,3                              | 80,2                             |
| Fonte: Climate-Data.org Dados: 1991−2021: temperatura mínima (°C), temperatura máxima (°C), precipitação (mm), umidade, dias chuvosos. Dados: 1999−2019: horas de sol |                                  |                                  |                                  |                                  |                                  |                                  |                                  |                                  |                                  |                                  |                                  |                                  |                                  |

### Recurso hídrico
Águas tanto superficiais como subterrâneas, e águas retidas em fundos de vales e depressões, em prados e turfeiras. Łęczna e seus arredores estão inteiramente na área de captação do rio Wieprz e seus afluentes, dos quais o rio Świnka desempenha o papel mais importante. As áreas localizadas ao norte e nordeste e o lago Dratów estão ao alcance do Canal Wieprz-Krzna. Águas subterrâneas com recursos significativos e qualificações de água potável ocorrem em fissuras e rachaduras de formações cretáceas no subsolo de toda a área, bem como em formações quaternárias que preenchem os vales dos principais rios.
As águas retidas nas turfeiras nas extensas depressões ao redor do lago Dratów, no fundo dos vales, têm um impacto direto na formação do regime térmico e de umidade do ar e dos solos nas imediações. Elas moldam indiretamente as condições bioclimáticas e hidrológicas de toda a região.

### Natureza
Os valores bióticos mais valiosos próximo de Łęczna ocorrem nos vales dos rios Wieprz e Świnka em florestas, prados-pântanos, turfeiras e ecossistemas de pastagens locais nas escarpas. Numerosas comunidades de vegetação natural ou ligeiramente transformada.
Partes das encostas do vale do Wieprz com vegetação xerotérmica (Witanów, Ciechanki), exemplares raros de vegetação aluvial (Zakrzów, Łańcuchów).
Uma parte do vale do Wieprz (de Milejów a Zawieprzyce no norte) com associações únicas de prados, pântanos, matagais e vegetação florestal.
Dois parques solares (Łęczna e Ciechanki) com inúmeras espécies de árvores exóticas e antigas. No parque em Łęczna, existem 8 monumentos naturais.

## História

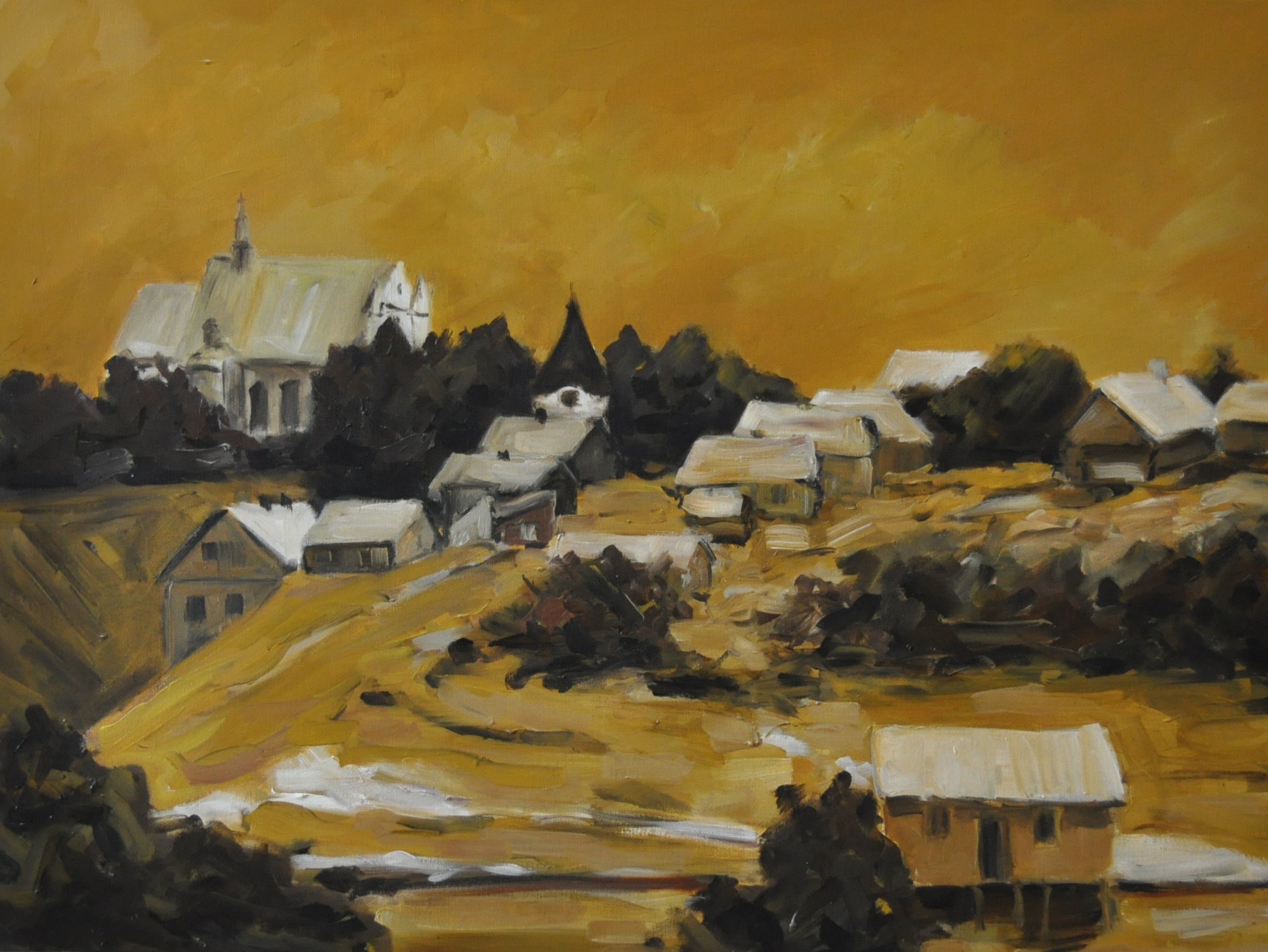
Vista norte da cidade na década de 1930 — óleo — Paweł Brodzisz

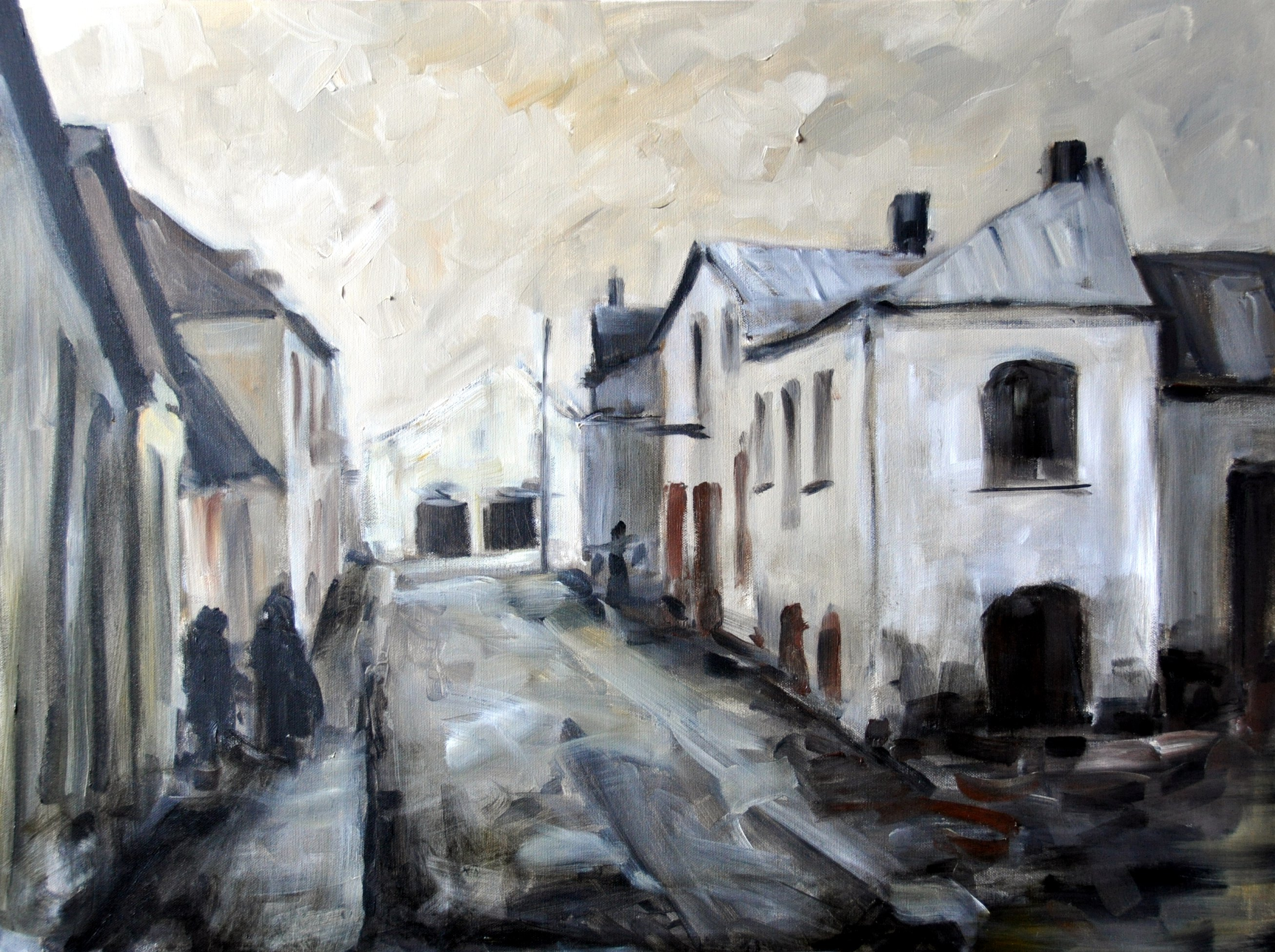
Rua Nowokoscielna da década de 1950 — óleo — Paweł Brodzisz

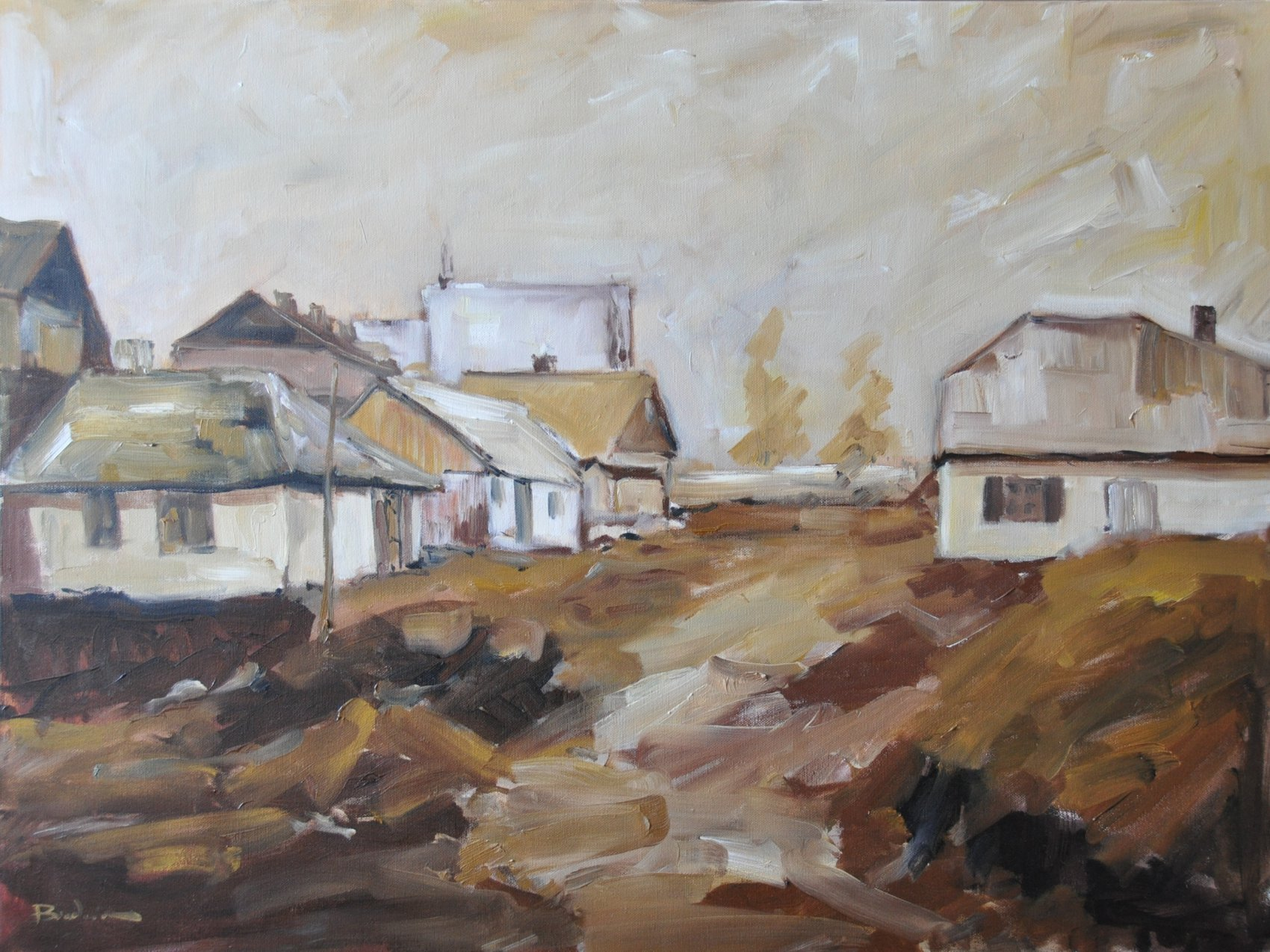
Vista da igreja, década de 1950 — pintura a óleo — Paweł Brodzisz

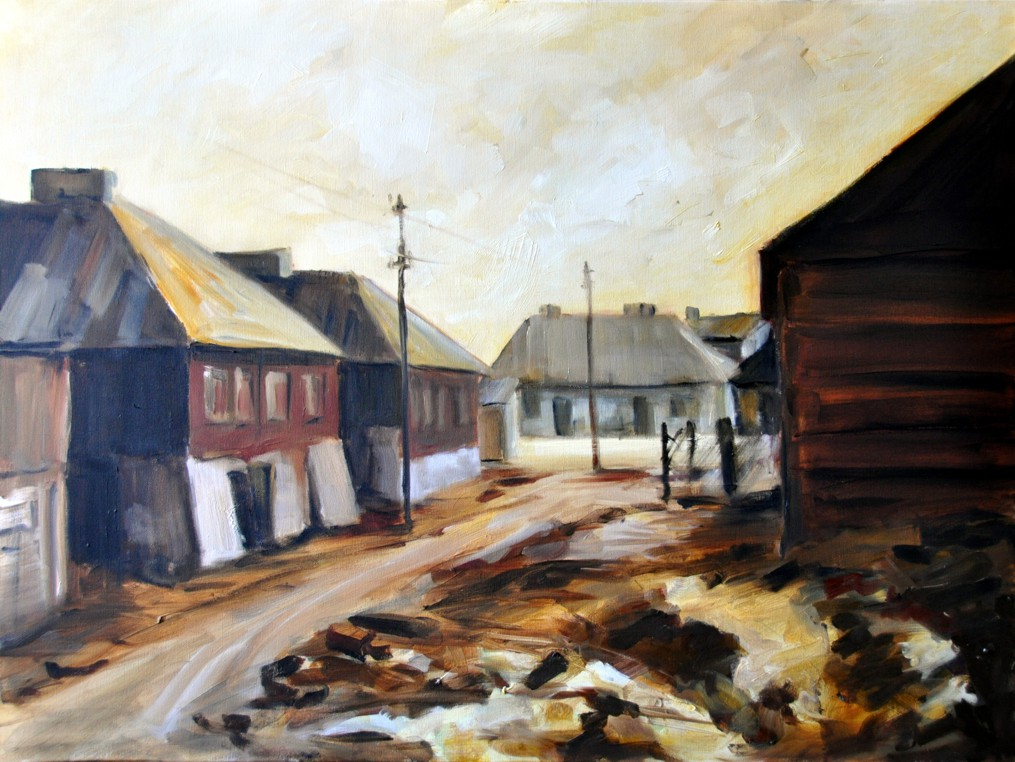
Praça do Canal, década de 1950 — óleo — Paweł Brodzisz

As primeiras informações sobre os primórdios da atual Łęczna em fontes históricas começam no ano de 1252; no entanto, o primeiro avanço na história do assentamento ocorreu em 1462, depois que Zbigniew de Łęczna vendeu sua própria propriedade, que havia sido transmitida de geração em geração, para uma família de magnatas poloneses — os Tęczyńskis. Pouco tempo depois, em 7 de janeiro de 1467, Jan de Tęczyn, líder dos “oligarcas da Pequena Polônia” e castelão de Cracóvia, recebeu de Casimiro IV Jagelão um mandato para a forma organizacional e legal da cidade, modelada na lei de Magdeburgo. Com o ato de fundação, a cidade recebeu o privilégio real de organizar duas feiras.
Em 1582, graças à atuação da família de magnatas poloneses Firlej, os próximos proprietários de Łęczna, o rei Estêvão Batory concedeu à cidade a oportunidade de organizar mais duas feiras: em junho, no dia da celebração litúrgica católica por ocasião de Corpus Christi e em dezembro, no dia de São Nicolau. A localização favorável numa movimentada rota comercial para a Rutênia e a Lituânia, independentemente dos incêndios que assolaram Łęczna no século XVI, resultou num impulso para o rápido desenvolvimento da cidade.
No início e em meados do século XVII, como consequência das ações do camareiro de Lublin, Adam Noskowski, proprietário de terras, entre outras, da propriedade de Łęczna, a comunidade de Łęczna e seus arredores passaram por uma fase de dinamismo recorde. Em 1647, após a petição de Noskowski, o rei Ladislau IV Vasa documentou a permissão para que três novas feiras fossem realizadas na festa de: 22 de julho − Santa Maria Madalena, 2 de maio − São Sigismundo e 11 de novembro − São Martinho. Naquela época, foram erguidos muitos edifícios de tijolos que ainda hoje existem (a casa dos vigários, a igreja de Santa Maria Madalena e a sinagoga). No século XVII, o castelo defensivo localizado na colina do castelo, nas bifurcações dos rios Wieprz e Świnka, foi reconstruído.
As guerras que assolaram a República das Duas Nações a partir de meados do século XVII, bem como as epidemias (1693 — quando quase todos os habitantes morreram e 1710 — quando eclodiu a peste), foram fatores do declínio da cidade. Apesar do fato de que, em 1723, Łęczna recebeu privilégios de mercado incomparáveis e as feiras de gado e cavalos foram transferidas de Lublin para cá, o esperado renascimento não foi alcançado e, para piorar a situação, os incêndios de 1746 a 1761 foram a causa da ruína da cidade.
Depois de algum tempo, quando o bispo diocesano de Płock, que pertencia à confederação Czartoryski e era eleitor de Stanisław August Poniatowski, Hieronim Szeptycki − proprietário da cidade desde 1766 − obteve do rei um certificado dos antigos privilégios e o direito de organizar outra feira de Santo Egídio de duas semanas, Łęczna superou a difícil situação. A feira cresceu e se tornou internacional.
Comerciantes e outros artesãos da Ucrânia, da Moldávia, da Alemanha e até da Áustria se reuniam aqui. Łęczna, com apenas 348 casas e 1 510 habitantes em 1797, que durante as feiras atraía vários milhares de pessoas, tinha menos de 30 mil bois e 10 mil cavalos e um faturamento estimado em 12 milhões de zlotys − não teve outra escolha a não ser se urbanizar.
O século XIX viu a redução das feiras de Łęczna, seguida da perda do antigo esplendor da cidade e de outros danos causados pelo crescimento econômico negativo da República da Polônia, pelas lutas pela independência, pelo redirecionamento da infraestrutura de transporte ferroviário e pelas estradas terrestres que não levavam em conta a cidade, bem como pelos incêndios em série em 1846 e 1881.

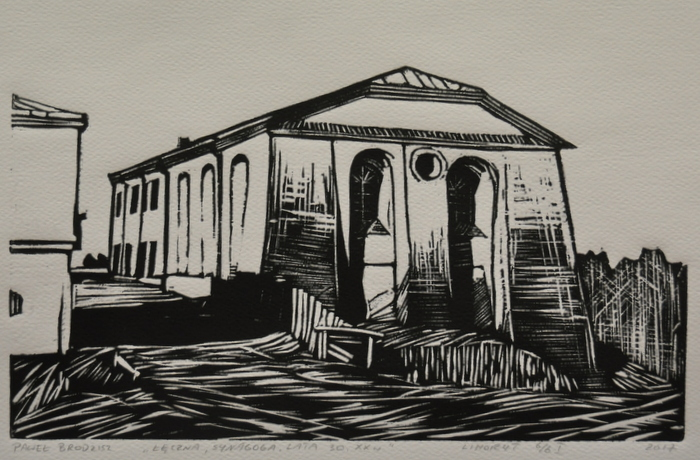
“Łęczna, sinagoga da década de 1930”, por Paweł Brodzisz

Durante a ocupação nazista, em 7 de janeiro de 1940, os alemães estabeleceram um gueto para residentes judeus. Cerca de 3 000 judeus ficaram lá. Em 9 de outubro de 1943, eles foram transportados para o campo de extermínio em Bełżec e Trawniki.
No século XX, Łęczna era uma cidade agrícola e comercial. Na década de 1960, o Instituto Geológico Polonês descobriu depósitos de carvão na área de Łęczna. Em 1975, nas proximidades da cidade, em Bogdanka, foi iniciada a construção da primeira mina “piloto” na Bacia de Carvão de Lublin, e Łęczna foi escolhida como a capital da emergente Bacia.
A partir de janeiro de 1999, Łęczna tornou-se a sede do condado pela primeira vez na história.

## Arquitetura

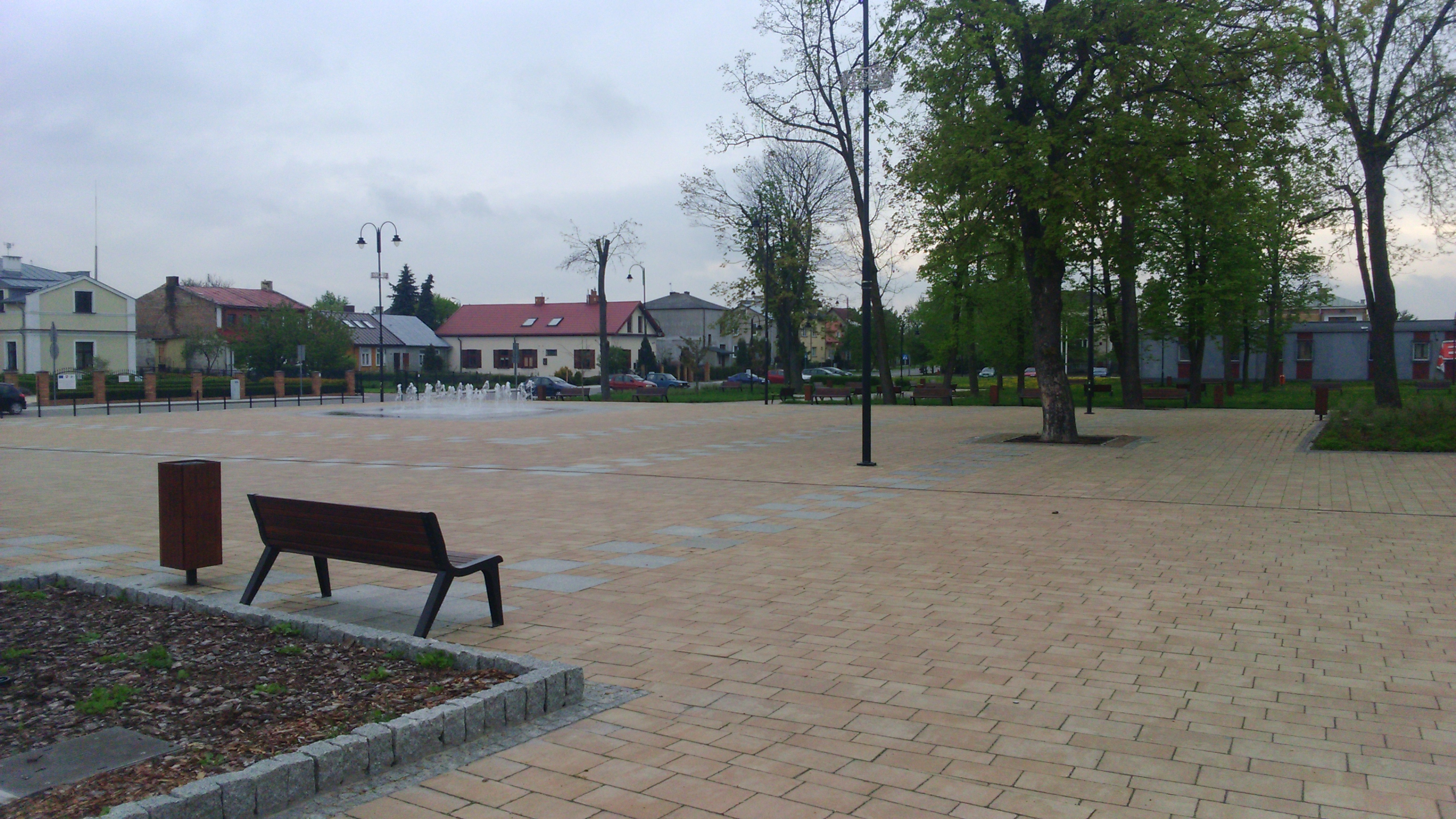
Praça I

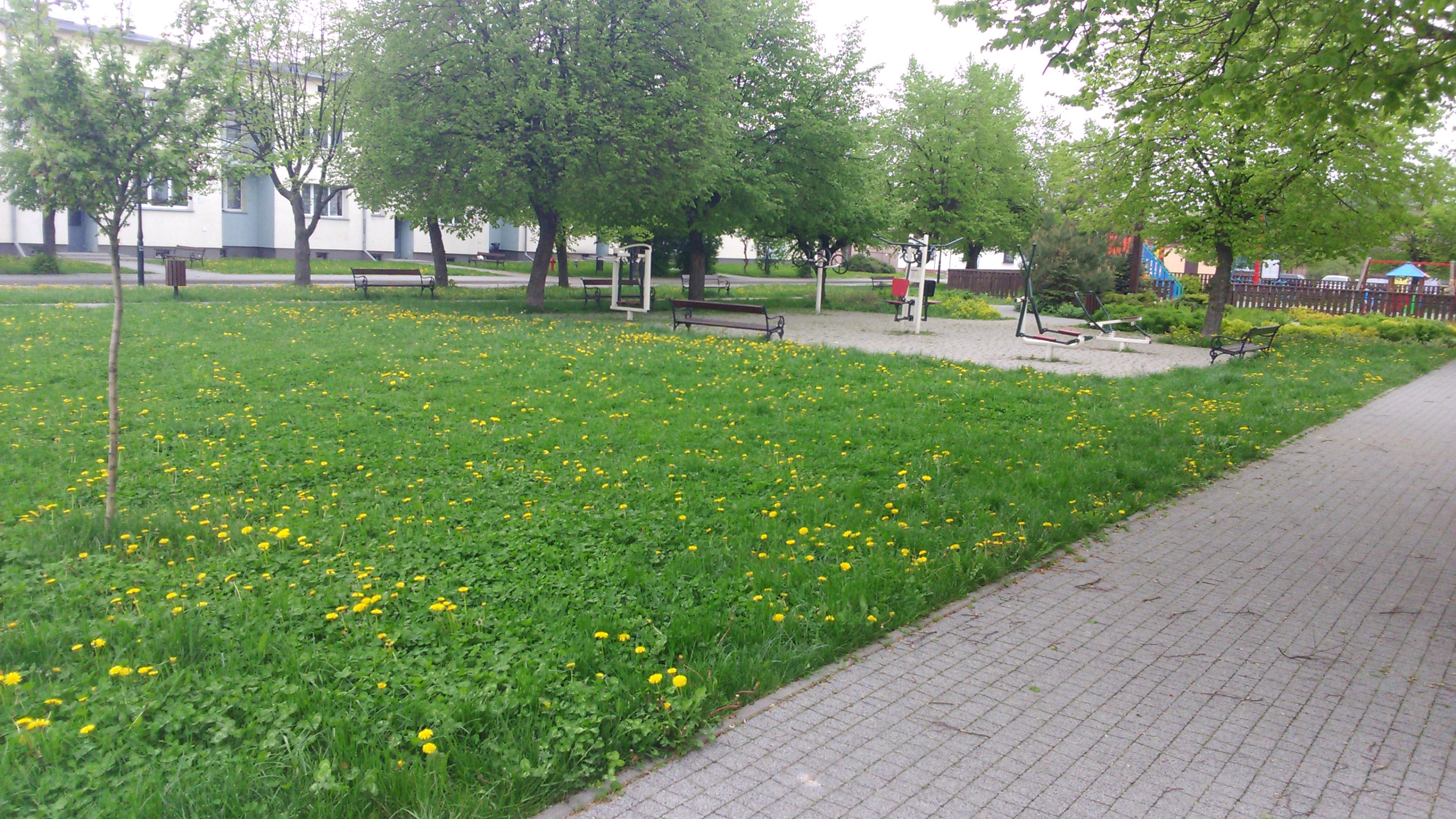
Praça III

### Praças
A cidade tem um traçado urbano característico de Cidade Velha com três praças de mercado, moldadas do século XV ao início do século XIX.
- Praça I — Praça Kościuszko — o edifício da Câmara Municipal situa-se junto à praça, bem como o edifício classicista da Prefeitura com um pórtico de quatro colunas, atualmente sede do Cartório.[20]
- Praça II — a praça mais antiga de Łęczna com um complexo de sinagogas. Na praça existe uma grande sinagoga de meados do século XVII, até 2014 sede do Museu Regional. Na colina, ao leste da sinagoga, pode-se ver a silhueta da igreja de Santa Maria Madalena.[20]
- Praça III — a terceira praça do século XVIII, está localizada a oeste da praça mais antiga. Algumas centenas de metros ao norte, em uma colina, há uma mansão e complexo de parque em Podzamcze com o castelo Łęczyno construído na escarpa dos vales dos rios Wieprz e Świnka, no século XV.[20]

### Edifícios da Cidade Velha
Durante o Renascimento, foram erguidas inúmeras pousadas, pensões e hotéis — estas últimas, do século XIX, foram preservadas, por exemplo, na rua 3 maja 26 e 36 e na praça Kanalowy 18 e 26.

### Monumentos históricos

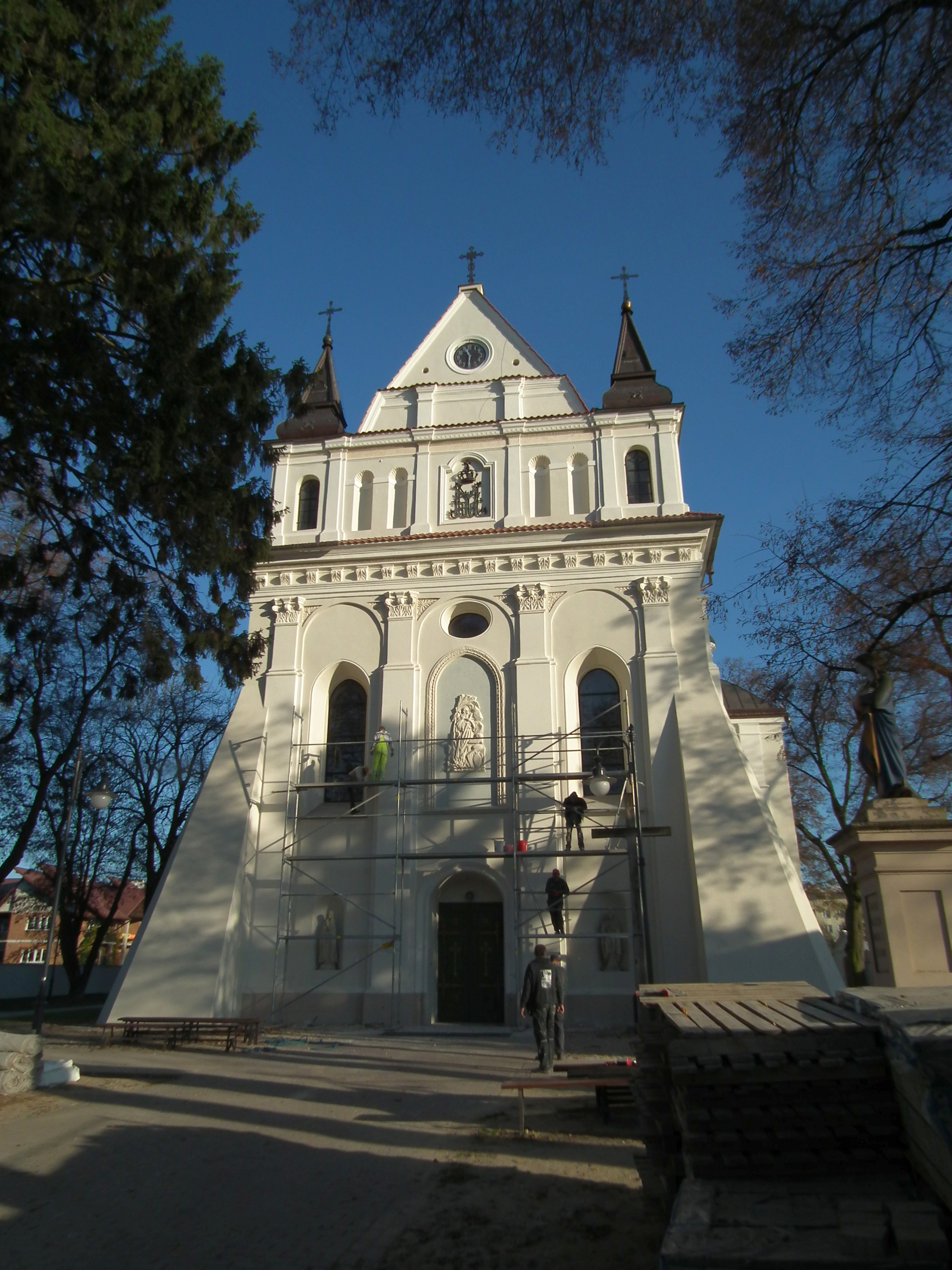
Igreja de Santa Maria Madalena

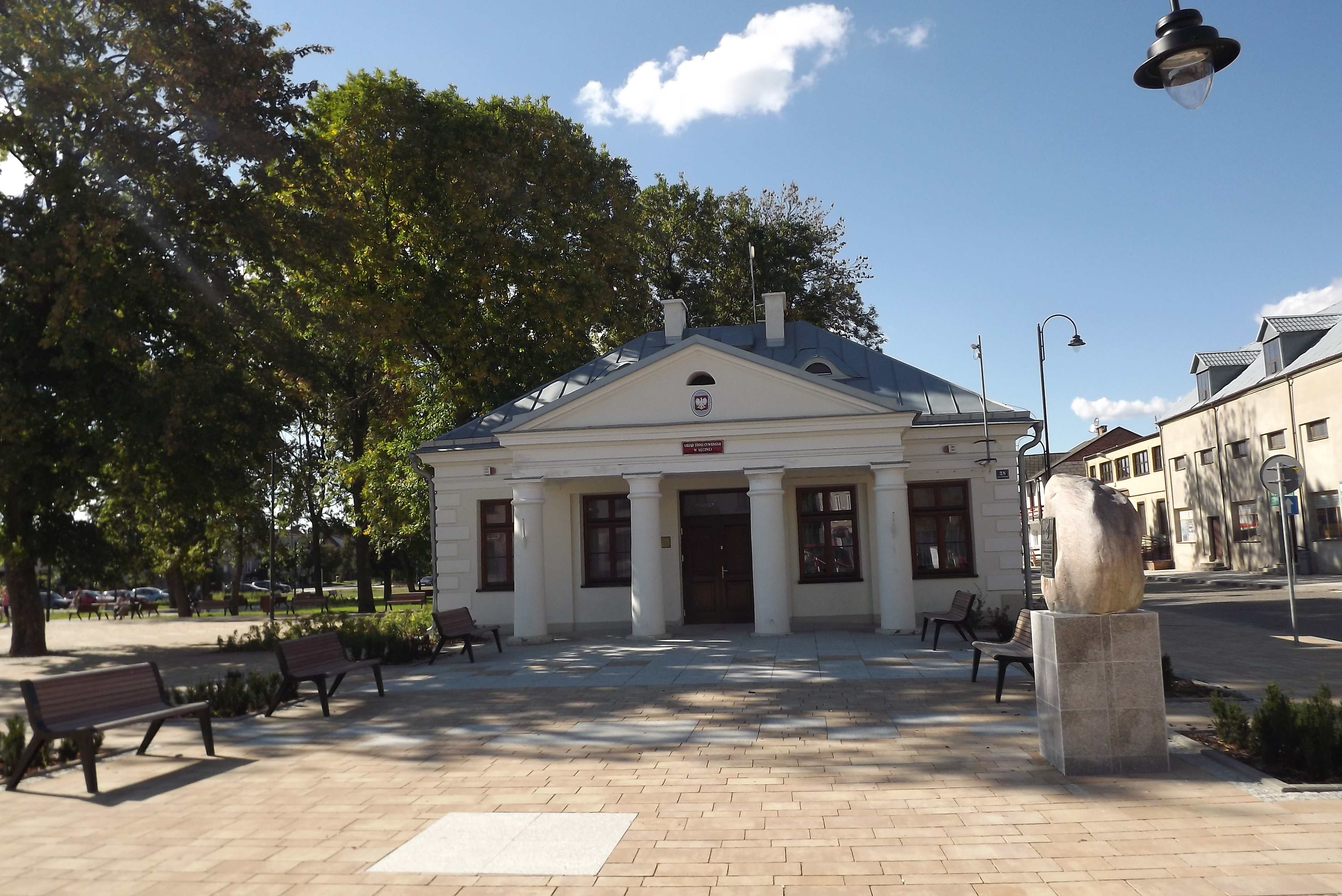
Prefeitura classicista

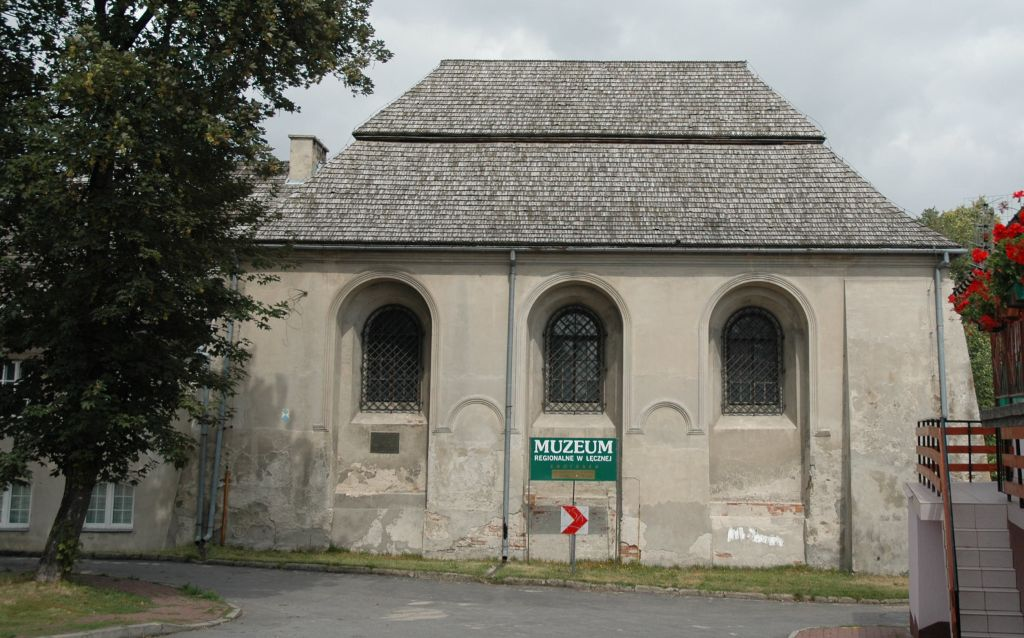
Grande Sinagoga

- Complexo de mansão e parque em Podzamcze em Łęczna. No complexo há um castelo, uma mansão do século XIX, um anexo, um celeiro e vários monumentos naturais.
- Castelo de Łęczna
- Igreja de Santa Maria Madalena em Łęczna — uma igreja paroquial católica romana renascentista construída nos anos 1618–1631.
- Campanário da igreja — campanário barroco tardio de planta quadrangular. Construído depois de 1781 e antes de 1805. Em 1805 tinha quatro sinos. Em 1959, o campanário foi equipado com três novos sinos e um quarto adicional foi instalado em 1966.
- Mansão em Łęczna — edifício do barroco tardio construído por volta de 1639.
- Edifício da antiga reitoria — edifício de madeira da antiga reitoria construído por volta de 1858 pelo pároco Bolesław Wrześniewski.
- Grande Sinagoga — uma sinagoga localizada na rua Bożnicza 19. Atualmente é uma das sinagogas mais bem preservadas da voivodia de Lublin.
- Pequena Sinagoga — uma sinagoga localizada na rua Bożnicza, 21.
- Prefeitura — edifício histórico classicista construído em 1888 com a finalidade de guarita de vigilância.
- Casa com arcadas — casa de tijolo rebocada na rua Krasnostawska 4, construída em meados do século XIX, tem planta retangular e dois vãos. Ao longo da fachada frontal existe uma arcada, originalmente suportada por pilares de madeira, agora em tijolo.[21]
- Pousadas — 4 casas localizadas na rua 3 Maja 26 e 37 e na praça Kanalowym 18 e 26. Um exemplo da arquitetura da cidade do século XIX. Casas de madeira com telhados de quatro águas, com um grande saguão de entrada — que constitui mais de um terço da área da casa. Durante as feiras em Łęczna, elas serviram como alojamentos.[21]
- Barracas de pano do século XIX.
- Cemitério judeu em Łęczna

## Demografia
Conforme os dados do Escritório Central de Estatística da Polônia (GUS) de 31 de dezembro de 2022, Łęczna é uma cidade pequena com uma população de 17 826 habitantes (12.º lugar na voivodia de Lublin e 235.º na Polônia), tem uma área de 19,0 km² (20.º lugar na voivodia de Lublin e 319.º lugar na Polônia) e uma densidade populacional de 938 hab./km² (11.º lugar na voivodia de Lublin e 343.º lugar na Polônia). Nos anos 2002–2021, o número de habitantes diminuiu 16,5%.
Os habitantes de Łęczna constituem cerca de 31,31% da população do condado de Łęczna, constituindo 0,88% da população da voivodia de Lublin.
| Descrição                         | Total      | Total    | Mulheres   | Mulheres | Homens     | Homens   |
| --------------------------------- | ---------- | -------- | ---------- | -------- | ---------- | -------- |
| unidade                           | habitantes | %        | habitantes | %        | habitantes | %        |
| população                         | 17 826     | 100      | 9 266      | 52,0     | 8 560      | 48,0     |
| superfície                        | 19,0 km²   | 19,0 km² | 19,0 km²   | 19,0 km² | 19,0 km²   | 19,0 km² |
| densidade populacional (hab./km²) | 938        | 938      | 487,8      | 487,8    | 450,2      | 450,2    |

A idade média dos habitantes é de 40,4 anos e é ligeiramente inferior à idade média dos habitantes da voivodia de Lublin e ligeiramente inferior à idade média dos habitantes de toda a Polônia. 62,2% dos habitantes de Łęczna estão em idade ativa, 17,9% na idade pré-trabalho e 19,9% dos habitantes estão na idade pós-trabalho.

## Economia
Há 238 pessoas trabalhando em Łęczna por 1 000 habitantes. Isso é muito mais do que o valor para a voivodia de Lublin e menos do que o valor para a Polônia. 54,4% de todos os trabalhadores são mulheres e 45,6% são homens. A taxa de desemprego registrada em Łęczna foi de 5,0% em 2021 (6,2% entre as mulheres e 4,0% entre os homens). Isso é muito menor do que a taxa de desemprego registrada na voivodia de Lublin e menor do que a taxa de desemprego registrada em toda a Polônia.
Em 2021, o salário mensal bruto médio em Łęczna foi de 7 165,63 PLN, correspondendo a 119,40% do salário médio bruto mensal na Polônia. Entre os habitantes profissionalmente ativos de Łęczna, 3 091 pessoas vão trabalhar em outras cidades e 677 trabalhadores vêm trabalhar de fora da comuna — portanto, o saldo de chegadas e saídas para o trabalho é de -2.414.
35,4% dos habitantes economicamente ativos de Łęczna trabalham no setor agrícola (agricultura, silvicultura, caça e pesca), 41,8% na indústria e construção e 7,5% no setor de serviços (comércio, conserto de veículos, transporte, hospedagem e gastronomia, informação e comunicação) e 0,9% trabalham no setor financeiro (atividades financeiras e de seguros, serviços imobiliários).

## Educação
3 895 residentes de Łęczna estão na idade de educação potencial (3-24 anos) (incluindo 1 906 mulheres e 1 989 homens). Conforme o Censo Nacional de 2011, 13,9% da população tem ensino superior, 3,1% ensino pós-secundário, 11,6% ensino médio geral e 18,9% ensino médio profissional. 23,1% dos residentes de Łęczna têm educação profissional básica, 6,0% têm ensino secundário inferior e 21,5% concluíram o ensino primário. 1,8% da população terminou sua educação antes de terminar o ensino fundamental. Em comparação com toda a voivodia de Lublin, os habitantes de Łęczna têm um nível de educação semelhante. Entre as mulheres que vivem em Łęczna, a maior percentagem concluiu o ensino primário (23,3%) e o ensino superior (17,2%). Os homens têm mais frequência no ensino profissional básico (30,0%) e no ensino profissional secundário (21,1%).
Em 2021, havia 7 jardins de infância em Łęczna, com 821 crianças frequentando 38 turmas (387 meninas e 434 meninos). Havia 0 vagas disponíveis. Para comparação, em 2008 havia 4 jardins de infância em Łęczna, com 591 crianças frequentando 25 turmas (315 meninas e 276 meninos). Havia 645 vagas disponíveis. 21,6% dos residentes de Łęczna na idade de educação potencial (3-24 anos) se enquadram na faixa de 3-6 anos — educação pré-escolar (20,9% entre as meninas e 22,2% entre os meninos). Por 1 000 crianças em idade pré-escolar, 1 182 frequenta instituições de educação pré-escolar. Em 2018, existiam 0,71 pré-escolares por vaga numa instituição de educação pré-escolar.
A cidade possui 2 escolas primárias, com 1 805 alunos (916 mulheres e 889 homens) em 83 turmas. Para comparação, em 2008 Łęczna tinha duas escolas primárias com 1 416 alunos (689 mulheres e 727 homens) em 58 turmas. Na faixa etária de 3 a 24 anos no nível elementar (7 a 12 anos) educa 29,4% da população (30,1% entre as meninas e 28,8% entre os meninos). Há 21,7 alunos por turma nas escolas primárias.
Existem 2 escolas secundárias em Łęczna, com 141 alunos (51 mulheres e 90 homens) em 7 turmas. Em 2021, foram inscritos 19 egressos. Para comparação, em 2008 em Łęczna havia 4 escolas secundárias com 564 alunos em 23 classes (376 mulheres e 188 homens). Em 2008, foram registrados 247 egressos. Na faixa etária de 3 a 24 anos, 15,0% da população (15,4% de meninas e 14,7% de meninos) frequenta o ensino médio (16 a 18 anos). Há 20,1 alunos por turma nas escolas regulares. 22,3% dos residentes de Łęczna na idade de educação potencial (21,9% das mulheres e 22,6% dos homens) estão na faixa etária correspondente à educação nas universidades (19−24 anos).

## Transportes

### Transporte rodoviário
Quatro estradas nacionais e provinciais passam por Łęczna:
- Estrada Nacional n.º 82 de Lublin a Włodawa
- Estrada provincial n.º 813 de Międzyrzec Podlaski a Podzamcza (Łęczna)
- Estrada provincial n.º 820 de Łęczna a Sosnowica
- Estrada provincial n.º 829 de Łucka a Biskupice

### Transporte aéreo
- Aeroporto de Lublin-Świdnik — o aeroporto mais próximo está localizado em Świdnik, a cerca de 18 km do centro de Łęczna
- Aeroporto de Lublin-Radawiec — localizado a cerca de 47 km do centro de Łęczna em Radawiec Duży
- Heliponto — em 2011, foi inaugurado um heliponto sanitário no hospital distrital Santa Faustina Kowalska na rua Krasnostawka 52[25]

## Cultura

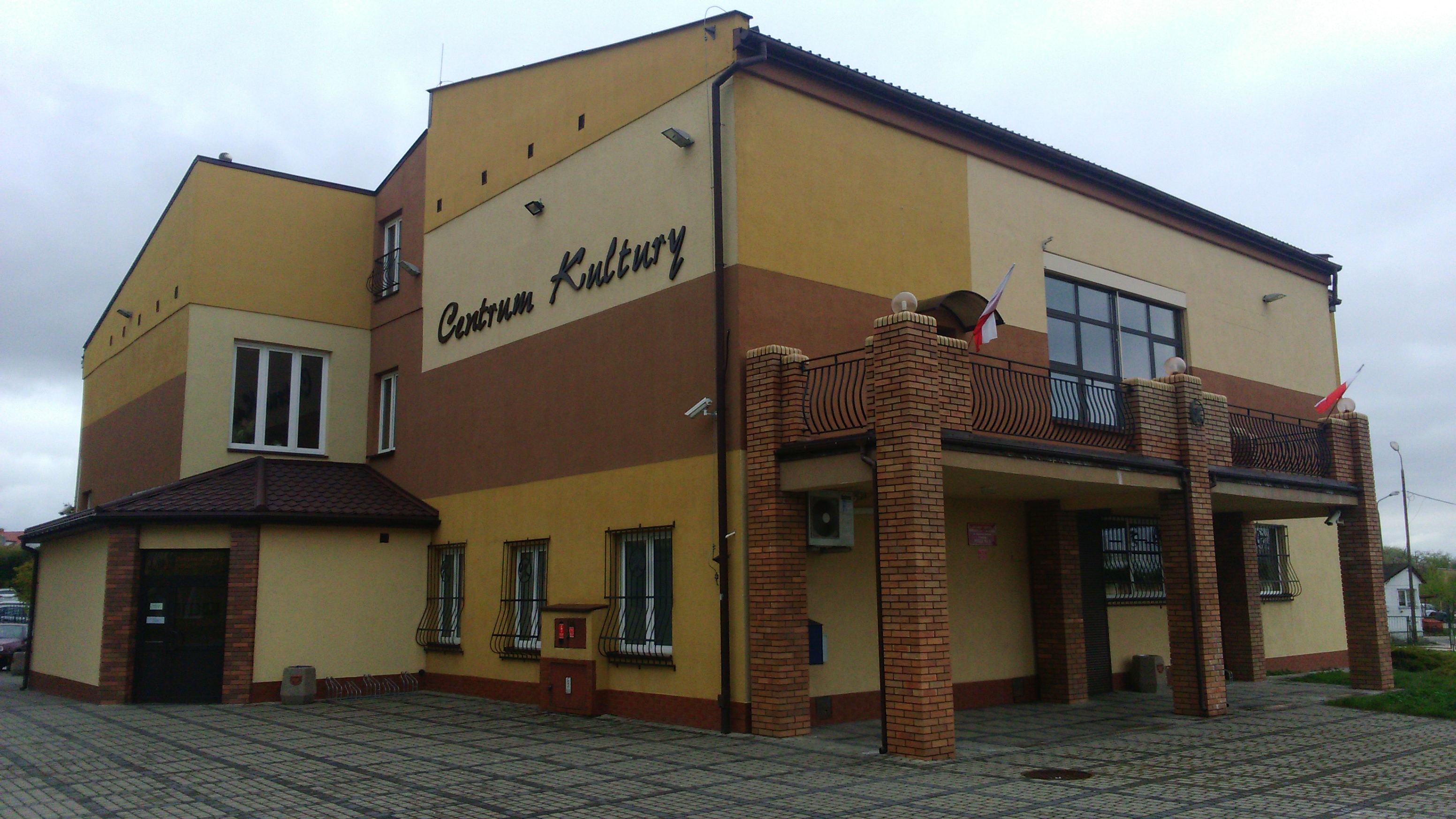
Centro Cultural em Łęczna

### Associações e instituições culturais
- Centro Cultural (rua Obrońców Pokoju 1)[26]
- CK-Casa Comunitária da Cultura (rua Górnicza 12)[27]
- Associação de Criadores de Cultura e Arte PLAMA - Presidente Maria Majka Zuzańska.[28] Nos últimos anos, a Associação Plama vem crescendo fortemente, e artistas de outras regiões do país também são aceitos como membros.[29][30]
- Sociedade de Amigos da Região de Łęczna, que promove a cultura e o patrimônio local desde 1975 — Presidente Eugeniusz Misiewicz.[31]
- Biblioteca Pública Municipal e Comunitária Zbigniew Herberta em Łęczna — Biblioteca principal (rua Bożnicza 21) — Filial n.º 1 (rua Górnicza 12) — Filial n.º 2 (rua Obrońców Pokoju 1) — Filial n.º 3 (rua Jaśminowa 4)

### Cultura de Leczyński Odyniec
Prêmio do prefeito de Łęczna por realizações no campo da criação artística, divulgação e proteção de bens culturais. O prêmio é atribuído pelo Presidente da Câmara Municipal de Łęczna após parecer da Comissão do Prêmio, composta por: um representante da Comissão de Cultura, Esporte, Turismo e Juventude da Câmara Municipal, diretores do Centro Cultural e das Câmaras Municipais e Biblioteca Pública Municipal e premiados em anos anteriores.

### Teatro
As primeiras menções do teatro em Łęczna vêm dos anos 1817–1835.

## Meios de comunicação
- Pojezierze — revista mensal de informação e jornalística, tiragem de 12 000 exemplares.[34]
- Merkuriusz Łęczyński — anuário, publicado desde 1985.[35]
- Ziemia Łęczyńska — uma editora do autogoverno do condado de Łęczna.[36]
- Studia Łęczyńskie — revista[37]
- Tygodnik Powiatowy — informação semanal, circulação de 6 000 exemplares (emitida em 2000–2010).[38]
- Wspólnota Łęczyńska — informações semanais[39]

## Turismo
Informação turística

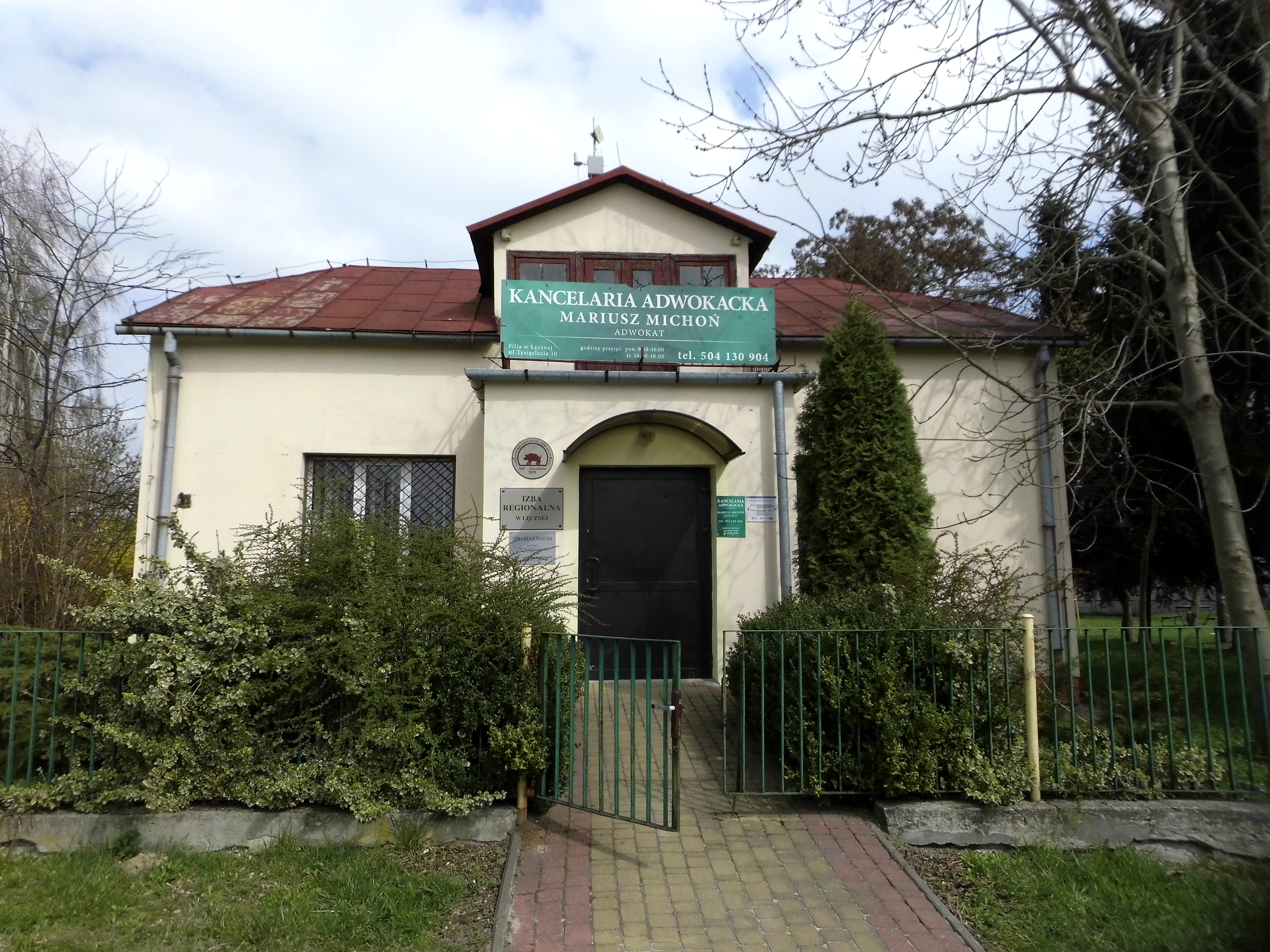
Câmara Regional em Łęczna

O Centro de Informação Turística Local está localizado no térreo do edifício do Gabinete Distrital em Łęczna na avenida Jana Pawła II 95a, está aberto de segunda a sexta-feira das 7h00-15h00, terça-feira às 8h00-16h00. No local pode-se obter informações sobre atrações turísticas, alojamento e alimentação, oferta cultural e obter material promocional gratuito. As informações necessárias para os turistas também são disponibilizadas no site do distrito do lago Łęczyńsko-Włodawskie, mantido pelo Centro de Informações Turísticas Locais.
Região do lago Łęczyńsko-Włodawskie
Łęczna é o ponto de partida para a Região dos Lagos Łęczna-Włodawa, um terreno com 68 lagos maiores que 1 hectare, totalizando 2726 hectares. A maioria dos lagos tem uma linha costeira regular e circular, mas diferem biologicamente. Existem lagos eutróficos (ricos em peixes) e distróficos (atróficos). Um ou dois lagos que podem ser descritos como mesotróficos. Com a diversidade das águas, existe uma riqueza de flora e fauna, e a diversidade da área preservou habitats de reprodução e vida de espécies raras de aves.
Museu Regional em Łęczna
Museu inexistente em Łęczna. O edifício da sinagoga, que albergava a sede do Museu Regional (ramo do Museu de Lublin), foi entregue à Comunidade Judaica de Varsóvia por decisão da Comissão Reguladora das Comunidades Religiosas Judaicas. Em 30 de abril de 2014, o museu recebeu os últimos visitantes.
Câmara Regional
A Câmara Regional administrada pela Sociedade dos Amigos da Terra de Łęczna está localizada na rua Tysiąclecia 10, em Łęczna. A Câmara apresenta coleções de exposições relacionadas à Terra Łęczyńska. A coleção inclui itens adquiridos pela Sociedade de doadores, incluindo residentes de Łęczna e arredores. Na sala estão expostos objetos do cotidiano, moedas, livros, pinturas, azulejos antigos, eletrodomésticos. A sala está aberta às quartas-feiras das 13h00 às 15h00 (entrada gratuita).
Vale dos dinossauros
O Vale dos dinossauros está localizado em Podzamcze perto de Łęczna. É composto por 8 esculturas de concreto que variam em tamanho de 2 a 8 m. Seu autor e criador é o escultor local Bogumił Brodzisz. As primeiras figuras foram criadas em meados da década de 1970 — as últimas em 2013.
Trilhas turísticas
- Trilha Renascentista de Lublin − uma trilha de caminhada com cerca de 250 km de comprimento, criada em 2013 para promover o patrimônio arquitetônico da região de Lublin. A trilha conecta 42 edifícios históricos, principalmente sacrais, com características claras do Renascimento de Lublin.[49][50]

## Comunidades religiosas

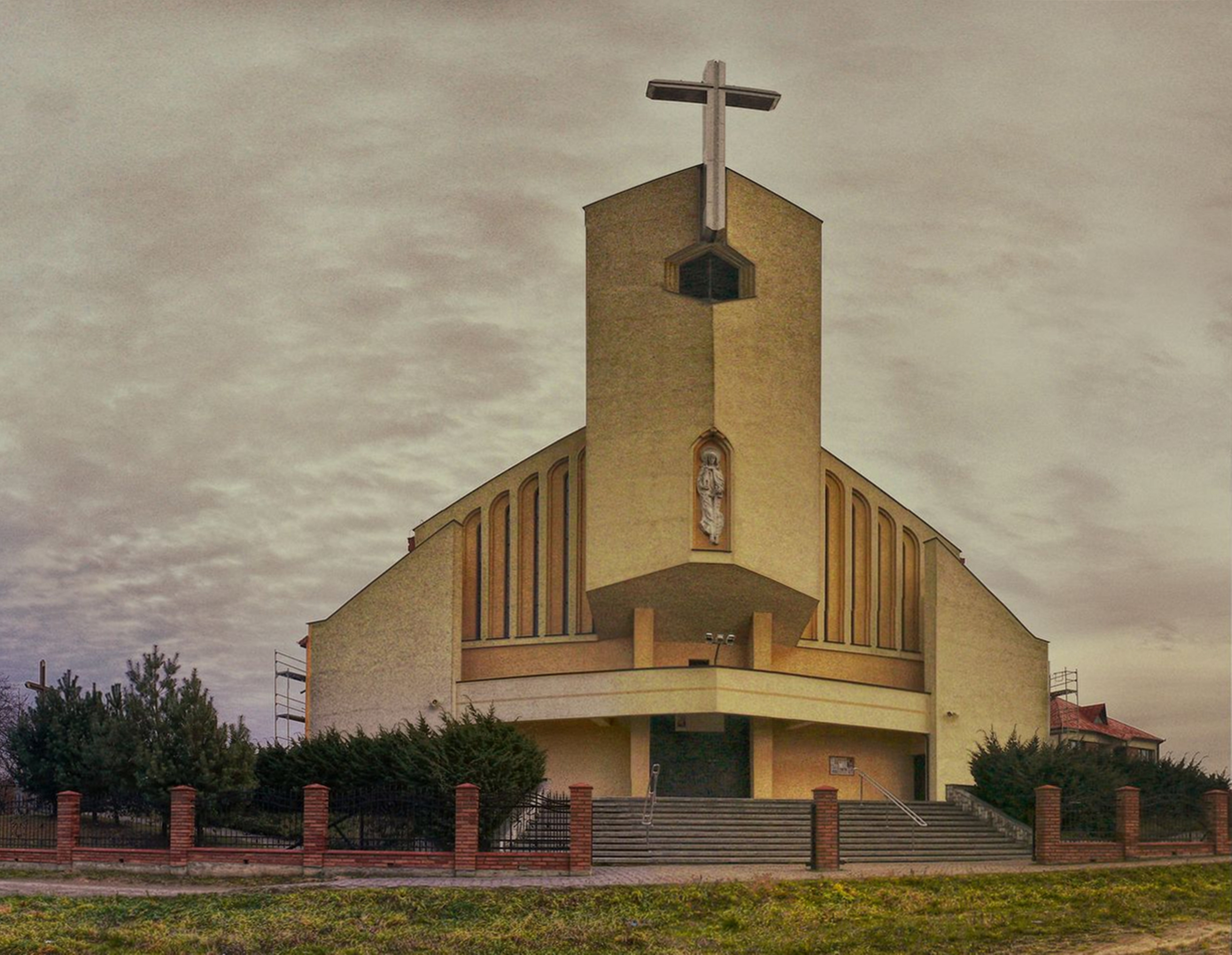
Igreja de Santa Bárbara em Łęczna

As seguintes comunidades realizam atividades na cidade:
- Igreja Católica na Polônia:
  - Paróquia de Santa Maria Madalena[51] — (igreja de Santa Maria Madalena), rua Świętoduska 2
  - Paróquia de Santa Bárbara[52] — (igreja paroquial de Santa Bárbara), avenida Jana Pawła II 97
  - Paróquia de São José, o Guardião das Famílias[53] — (igreja de São José, o Guardião das Famílias), avenida Matki Bożej Fatimskiej
  - Paróquia de Santo Isidoro e do Imaculado Coração da Bem-Aventurada Virgem Maria[54] — (igreja de Santo Isidoro e do Imaculado Coração da Bem-Aventurada Virgem Maria), Ciechanki Łęczyńskie 1
- Testemunhas de Jeová, duas congregações:
  - Congregação Łęczna-Sul
  - Congregação Łęczna-Norte (Salão do Reino, Rua Nadwieprzańska, 13)
- Igreja Cristã da Fé Evangélica:
  - igreja, rua Józef Piłsudski 4

## Esporte e lazer

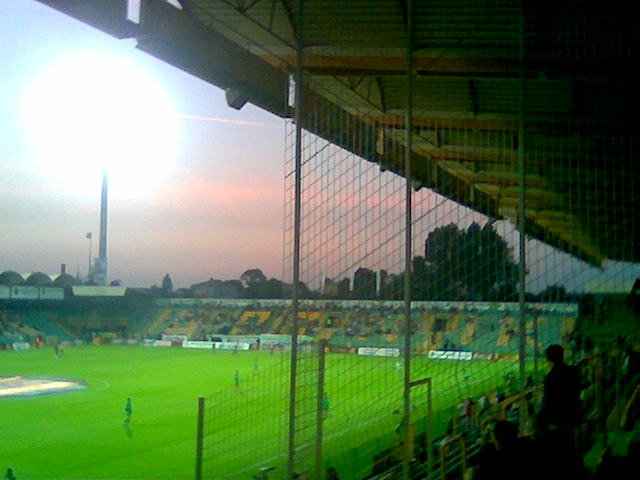
Estádio do time Górnik Łęczna

### Clube GKS Gornik Łęczna
Clube esportivo fundado em 20 de setembro de 1979 por iniciativa dos funcionários do Kombinat Budownictwa Górniczy Wschód.
Seções
- Tênis
- Luta de estilo livre
- Futebol feminino
- Artes marciais mistas

### Górnik Łęczna
Clube de futebol masculino com sede em Łęczna, fundado em 20 de setembro de 1979, como seção de futebol do GKS Górnik Łęczna. Em 1 de janeiro de 2007, o futebol masculino foi separado da seção múltipla GKS Górnik Łęczna.